# Кедр європейський (пам'ятка природи, Білотисянське лісництво)
Кедр європе́йський — ботанічна пам'ятка природи місцевого значення в Україні. Розташована в межах Рахівського району Закарпатської області, в районі сіл Богдан і Луги. 
Площа 2 га. Статус присвоєно згідно з рішенням облради від 23.10.1984 року № 253. Перебуває у віданні ДП «Рахівське ЛМГ» (Білотисянське лісництво, кв. 14, Богданівське лісництво, кв. 17). 
Статус присвоєно з метою збереження насаджень кедра європейського (87 екземплярів).